# Енгельгардт Володимир Олександрович
Енгельгардт Володимир Олександрович (1894—1984) — радянський біохімік, спеціаліст в галузі молекулярної біології.
Академік Академії наук СРСР та Академії медичних наук СРСР. Герой Соціалістичної Праці. Лауреат Сталінської премії першого ступеня та Державної премії СРСР.